# Парвін Етесамі
Парвін Етесамі, ім'я при народженні Рахшанде Етесамі (16 березня 1907 —5 квітня 1941) — іранська поетеса, письменниця та бібліотекарка.
У дитинстві Парвін вивчила перську, англійську та арабську мови і почала складати вірші під керівництвом батька, Юсефа Етесамі Аштіані, та таких майстрів, як Дегхода та Малек-ош-Шоара Бахар. Батько доклався до становлення Парвін як мисткині та розкриття її здібностей, смаку та схильності до складання віршів. Працювала директоркою бібліотеки Педагогічного Інституту в Тегерані.
Єдина опублікована робота Парвін Етесамі — поетична збірка (диван), що містить 606 віршів, зокрема у форматах маснаві, кита та касида. Етесамі відома, здебільшого, завдяки віршам у полемічному жанрі моназере (у вигляді діалогів). Перш ніж вийти окремою книжкою, вірші публікувались у журналі Багар, а також у «Підбірці творів» Зії Гаштруді та Прислів'ях та повчаннях Дегходи. Успіх першого видання її поетичного дивану відкрив шлях для наступних публікацій її віршів.
Етесамі — послідовниця «комбінованої течії». Теми її віршів, розкриті у формі «діалогів» та «запитань і відповідей», показують її готовність до кінця протистояти утискам та гнобленню, а також її співчуття знедоленим та пригнобленим. Диван Парвін Етесамі містить понад 70 діалогів, що вирізняє її з-поміж інших перських поетів. Це діалоги не тільки між людьми, тваринами та рослинами, але й між різними предметами, як-от голками й нитками. Мало який інший автор так майстерно вдається до виразних засобів уособлення, уяви та алегорії.
Померла від у 35 років у Тегерані перед публікацією другого видання її поетичного дивану.
День народження поетки офіційно відзначають як «День пам'яті Парвін Етесамі».

## Життєпис
Народилася 17 березня 1907 року в Тебризі. Донька Юсефа Етесамі Аштіані на прізвисько Етесам Оль-Мольк (нар. 1875 року в Тебризі), журналіста і перекладача та Ахтар Аль-Мулук Етесамі, доньки Абдул-Гусейна Мокаддама аль-Адали (поета періоду Каджарів, що писав під псевдонімом «Шура Бахшайші»). Парвін була наймолодшою дитиною в сім'ї й мала трьох старших братів — Абульгасана, Абульфата і Абульнасра.
Вона обрала псевдонім «Парвін», що до того часу не було звичайним ім'ям для дівчат. Згодом вона офіційно змінила ім'я з Рахшанде на Парвін, як видно з її паспорта.
1909 року батька обрали депутатом Національної дорадчої асамблеї від Тебриза. Тому 1912 року, коли доньці було 6 років, він перевіз сім'ю з Тебриза до Тегерана. У дитинстві Парвін познайомилася з конституціоналістами та діячами культури. Вивчала класичну перську і сучасну західну літературу під керівництвом свого батька і таких майстрів, як Дегхода та Малек-ош-Шоара Бахар. Вдома батько допомагав їй вивчати перську, арабську та англійську мови. 1924 року закінчила Американську школу для дівчат (англ. Iran bethel). Протягом шкільних років належала до найкращих учнів і потім певний час викладала в цій самій школі англійську мову та літературу. Під час навчання писала вірші.

### Ранні поезії

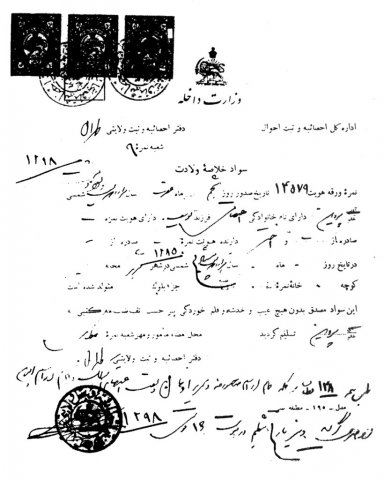
Паспорт Парвін Етесамі

Магназ Багман пише, що перші вірші Парвін Етесамі написала в 7 років, а деякі з її найкрасивіших творів припадають на юнацький вік (від 11 до 14 років). З дитинства батько допомагав їй опанувати розмір вірша, а також винаходив методи тренувань. Іноді давав їй вірші давніх іранських поетів, як-от Сааді чи Гафіза, щоб вона складала на їхній основі іншого вірша, змінивши розмір або знайшовши нову риму. Ці вправи дозволити їй краще засвоїти порядок та вживання слів, а також набути досвіду віршування. Іноді батько вибирав уривки з іноземних книг (англійських, французьких, турецьких та арабських) і, переклавши їх перською, заохочував Парвін надавати їм поетичної форми. Наприклад, він переклав вірш «Три краплі» Трілусси і опублікував його в журналі Багар. Тоді Парвін, натхненна цим віршем, склала вірші «Самоцвіт і сльози» та «Дві краплі крові». До найвідоміших віршів, які вона написала в цьому віці, належать: Самоцвіт і камінь, О, пташко, Сирітські сльози, Мрійлива дитина, Для нас блискавка — гніт багатіїв, Наполегливість і Горе злиднів.
За словами Багмана, вірші, які Парвін писала у дитинстві, переважно мають простий та образний зміст. У 8 років вона написала вірш про діалог між «горохом і квасолею»:
|  | Питає якось горох у квасолі: «чому я такий круглий, а ти довга?» А та відповідає: «нас обох мають зварити. Нема порятунку, тож терпеливо очікуй.» Оригінальний текст (перс.) نخودی گفت لوبیایی را کز چه من گردم این چنین، تو دراز؟گفت: ما هردو را بباید پخت چاره‌ای نیست، با زمانه بساز |

Або інший, діалог між «часником та цибулею»:
|  | Якось часник насміхався з цибулі: "ну ти, нікчемо, й смердиш" А той відповів: "про свій ти не знаєш недолік, тому в народу шукаєш хиби. Оригінальний текст (перс.) سیر یک روز طعنه زد به پیاز که تو مسکین چه‌قدر بدبویی گفت:از عیب خویش بی‌خبری زان ره، از خلق عیب می‌جویی |

Серед друзів батька були такі поети і науковці, як Алі Акбар Дегхода, Малек-ош-Шоара Бахар, Аббас Екбаль Аштіані, Саїд Нафісі і Насрулла Тагаві. Іноді вони навідувались до нього в гості. Парвін читала їм свої вірші й чула від них похвалу. У 18 років Парвін Етесамі закінчила школу. Протягом усіх шкільних років вона була відмінницею, а перед вступом до школи під наглядом батька вивчала перську, англійську та арабську. Відтак викладала у цій же школі перську та англійську літератури. Шулер, директор Американської школи, описує Парвін як вельми старанну ученицю. За його словами під час навчання вона листувалась з американською дівчиною на ім'я Гелен Коллінз; і це листування тривало до кінця її життя.

### Промова «Декларація жінок та історії»
У червні 1924 року в школі відбулася випускна церемонія Парвін Етесамі. На цьому святкуванні вона виголосила промову про неписьменність та необізнаність іранських жінок, відстоюючи жіночу освіту. Промова відома під назвою «Декларація жінок та історії». Ось витяг із неї:
|  | Лікування хронічної хвороби Сходу зводиться до освіти. Справжньої освіти, що охоплює і чоловіків, і жінок, і вигідна всім верствам як велике джерело знань. Іран, наша дорога вітчизна, чия велика слава прикрашає історію світу. Іран, чиїй древній цивілізації сучасна Європа завдячує своїм процвітанням. Іран, який завдяки своїй величі та силі століттями керував світом і досить натерпівся від лих та зрушень Сходу. І тепер він шукає своє втрачене і прагне побачити світлі часи. Очевидно, що доведеться добряче попрацювати над відбудовою руїн минулого, вирішенням проблем сьогодення та підготовкою до майбутнього розквіту. Іранці мають позбутися слабкості та розпачу, швидко і спритно здолати ці провалля. Ми сподіваємось, що вчені та мислителі зуміють пробудити в нації прагнення досконалості, а важливі соціальні реформи в Ірані буде впроваджено шляхом навчання жінок. Це стане підґрунтям для справжньої освіти, і ангел удачі простягне свої крила над безкрайніми просторами країни Кира і Дарія. Оригінальний текст (перс.) داروی بیماری مزمن شرق، منحصر به تربیت و تعلیم است. تربیت و تعلیم حقیقی که شامل زن و مرد باشد و تمام طبقات را از خوان گستردهٔ معرفت مستفید نماید. ایران، وطن عزیز ما که مفاخر و مآثر عظیمهٔ آن زینت‌افزای تاریخ جهان است. ایران که تمدن قدیمش اروپای امروز را رهین منت و مدیون نعمت خویش دارد. ایران با عظمت و قوتی که قرنها بر اقطار و ابحار عالم حکمروا بود، از مصائب و شداید شرق سهم وافر برده، اکنون دنبال گمگشتهٔ خود می‌دود و به دیدار شاهد نیکبختی می‌شتابد. پیداست برای مرمت خرابیهای زمان گذشته، اصلاح معایب حالیه، و تمهید سعادت آتیه، چه مشکلاتی در پیش است. ایرانی باید ضعف و ملالت را از خود دور کرده، تند و چالاک این پرتگاه‌ها را عبور نماید. امیدواریم به همت دانشمندان و متفکرین، روح فضیلت در ملت ایجاد شود و با تربیت نسوان اصلاحات مهمهٔ اجتماعی در ایران فراهم گردد. در این صورت بنای تربیت حقیقی استوار خواهد شد و فرشتهٔ اقبال در فضای مملکت سیروس و داریوشبال‌گشایی خواهد کرد. |

### Шлюб

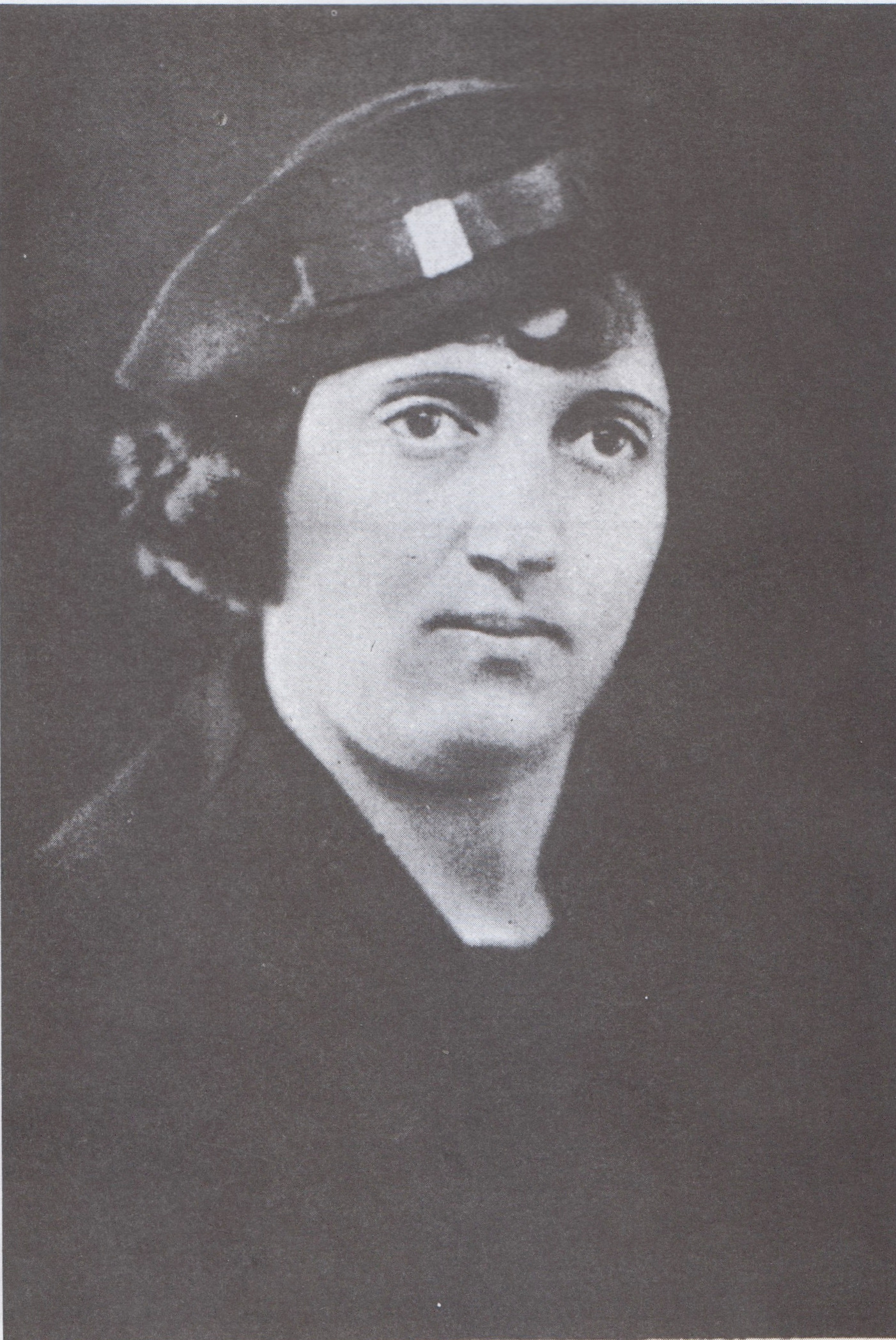
Фото Парвін Етесамі, до 1941 року

10 липня 1934 року Парвін Етесамі стала дружиною батькового племінника Фазлуллу Етесамі Ґаркані і через чотири місяці переїхала з чоловіком до Керманшаха, де той почав службу начальника міської поліції. Проте шлюб проіснував лише кілька місяців. Вона повернулася в батьківський дім, а через 9 місяців, 6 серпня 1935 року, офіційно розлучилася. За словами її брата Абульфата, причиною розлучення стали духовні та моральні розбіжності подружжя та «несумісність військового духу чоловіка з витонченим і вільним духом Парвін».
До самої смерті Парвін Етесамі ні з ким не розмовляла про цей невдалий шлюб і лише склала про нього газель, що починається цими трьома бейтами:
|  | О, квітко, що тобі випало від жителів квітника? Крім докорів та колючих слів, що тобі випало? Літала на галявині, пташко, потрапила в клітку. Крім сидіння в клітці, що тобі випало? О, свічко радісна, скільки б не дарувала променів, Крім дріб'язкового покупця на базарі, що тобі випало? Оригінальний текст (перс.) ای گل تو ز جمعیّت گلزار چه دیدی؟ جز سرزنش و بدسری خار چه دیدی؟رفتی به چمن لیک قفس گشت نصیبت غیر از قفس ای مرغ گرفتار چه دیدی؟ای شمع دل‌افروز تو با این همه پرتو جز مشتری سفله به بازار چه دیدی؟ |

### Видання поетичного дивану
Батько був проти того, щоб публікувати збірку віршів своєї доньки до її шлюбу, вважаючи це недоречним з огляду на тогочасні звичаї та культуру. Він вважав, що інші розцінять публікацію віршів як спосіб пошуку чоловіка. Але після шлюбу і розлучення Парвін він погодився на це. До першого видання «Дивану» деякі вірші Етесамі з'являлись у журналі Багар, а також збірниках «Вибрані твори» «Сеєда Зії Гаштруді» та «Прислів'я та повчання» Дегходи. 1935 року у друкарні Національних дорадчих зборів вийшло перше видання її Дивану, передмову до якого написав Малек-ош-Шоара Бахар. Читачі дуже добре прийняли книгу. Саїд Нафісі представив диван Парвін у газеті Іран, а Міністерство освіти нагородило її науковою відзнакою. Це вивело Етесамі з відлюдництва після розлучення. Перший диван містив понад 150 віршів, які вона написала до 30 років, — касид, кит, газелей та маснаві. До Дивану увійшли не всі вірші Етесамі, бо за кілька років до смерті вона спалила ті з них, що були їй не по серцю.

### Бібліотекарство
| |  |  |
| Праворуч - лист Парвін Етесамі на адресу ректора Педагогічного інституту Іси Седіка. Ліворуч - схвалення її прохання |  |  |

Після першого видання Дивану, в червні 1936 року Парвін Етесамі працювала директоркою бібліотеки Педагогічного інституту, ректором якого тоді був Іса Седік. Вона обрала цю роботу, бо вважала, що їй підходить атмосфера Педагогічного інституту та його бібліотеки. Бібліотека під керівництвом Етесамі славилась серед студентів і професорів своїм порядком. Через 9 місяців, на початку 1937 року, вона полишила бібліотеку.

### Запрошення до двору
За часів, коли жила Парвін Етесамі, уряд нагороджував відомих вчених та літераторів медалями за заслуги і державними відзнаками. 1936 року Етесамі нагородили медаллю третього ступеня, але вона її не прийняла. Вона навіть відхилила пропозицію Рези Шаха навчати шахиню Тадж ол-Молук і принца-наступника, бо, за власними словами, неприйняття тиранії не дозволяло їй відвідувати такі місця. Відхиливши медаль, вона склала вірш «Для нас блискавка — гніт багатіїв».
Батько Парвін помер у січні 1937, у 63 роки. Це змусило її деякий час утримуватись від літературної творчості. Після смерті батька Етесамі замкнулась і мала лише листування з Сарвар Мекаме Мохасес Лагіджані та кілька взаємних візитів із сім'єю Сімін Бегбагані. Тоді Міністерство освіти попросило Етесамі скласти вірша на честь Сааді з нагоди «700-ї річниці написання Ґолестана і Бустана». Утім, Абдульгоссейн Зарінкуб описав цей період життя поетеси як «період гіркоти та болю».

### Смерть

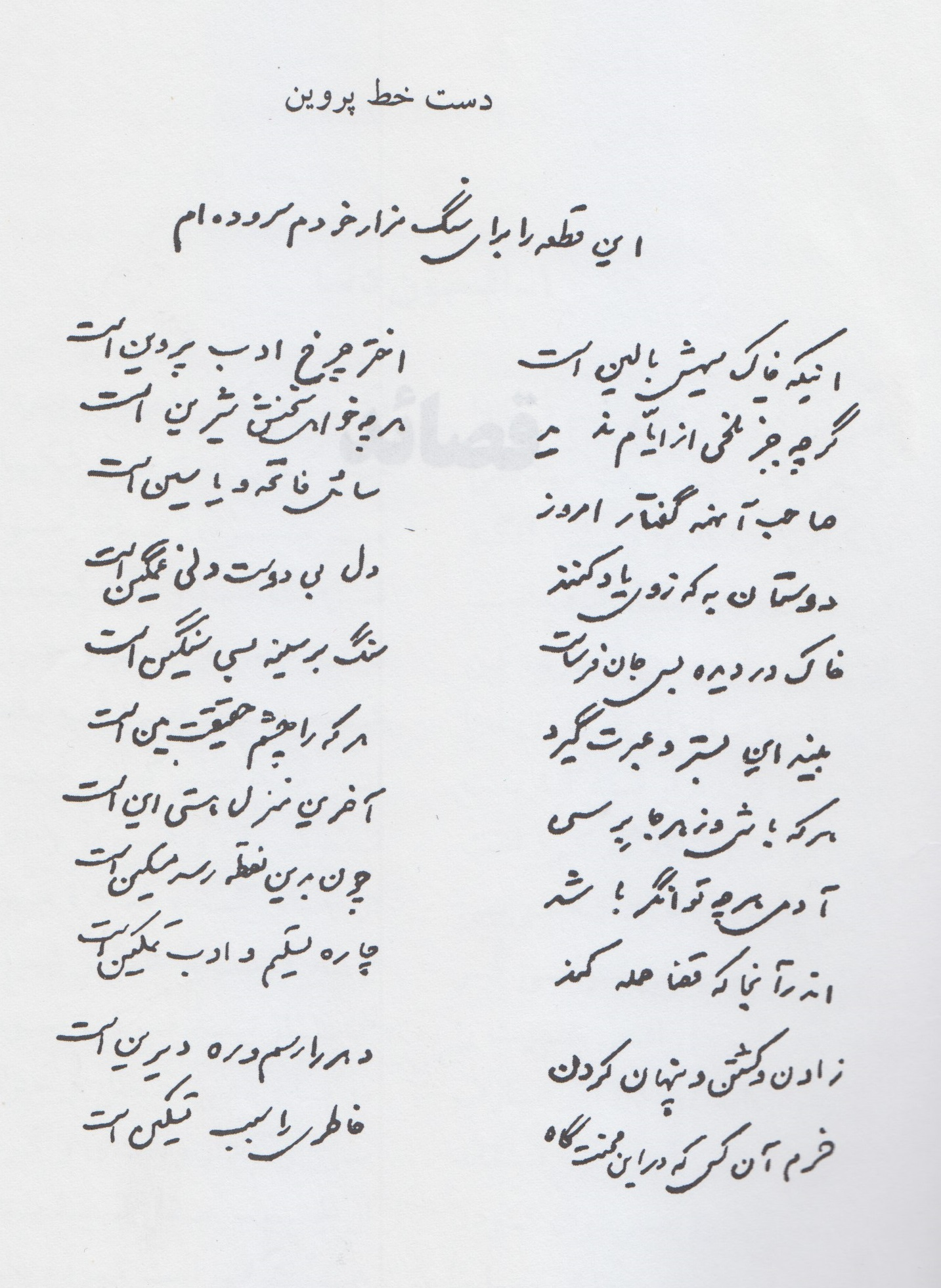
Рукопис Парвін Етесамі — вірш, який вона написала для власного надгробка

У березні 1941 року Парвін Етесамі захворіла на черевний тиф. У цей час її брат Абульфат уже готував до публікації друге видання її дивану. Стан поетеси погіршився, і 23 березня вона злягла. Кажуть, що причиною смерті стала недбалість лікаря. В ніч на 3 квітня Парвін стало дуже зле й сім'я відправила карету по лікаря, що її лікував, але він не прибув. Парвін Етесамі померла на руках матері 4 квітня 1941 року в Тегерані. Їй було 34 роки. Її поховали в родинному гробівці на території мавзолею Фатіми аль-Маасуми в Кумі. Після смерті в неї знайшли киту, підписану: «Я склала ці рядки для власного надгробку». Невідомо, коли саме вона написала цей вірш. Ці рядки викарбували на її надгробку.
Після смерті Парвін не відбулося жодної офіційної урядової церемонії на вшанування її пам'яті. Директорка Асоціації жінок Ірану через деякі політичні проблеми відмовилась проводити поминальну трапезу в будівлі Асоціації. З таємної відповіді Кабінету губернаторів Кума на телеграму Міністерства внутрішніх справ від 6 квітня 1941 року щодо «питання про перенесення тіла дочки Етесама аль-Молка» зрозуміло, що апарат безпеки Рези Шаха ставився до неї упереджено. Імовірно, підґрунтям цієї упередженості була її відмова приймати медаль за заслуги. Але після того, як Резу-шаха усунули від влади і його місце посів син Мохаммед Реза-шах, у квітні 1942 року друзі та шанувальники Парвін Етесамі справили першу річницю її смерті й відреагували віршами на мовчання та байдужість попередньої влади.

## Особистість і погляди

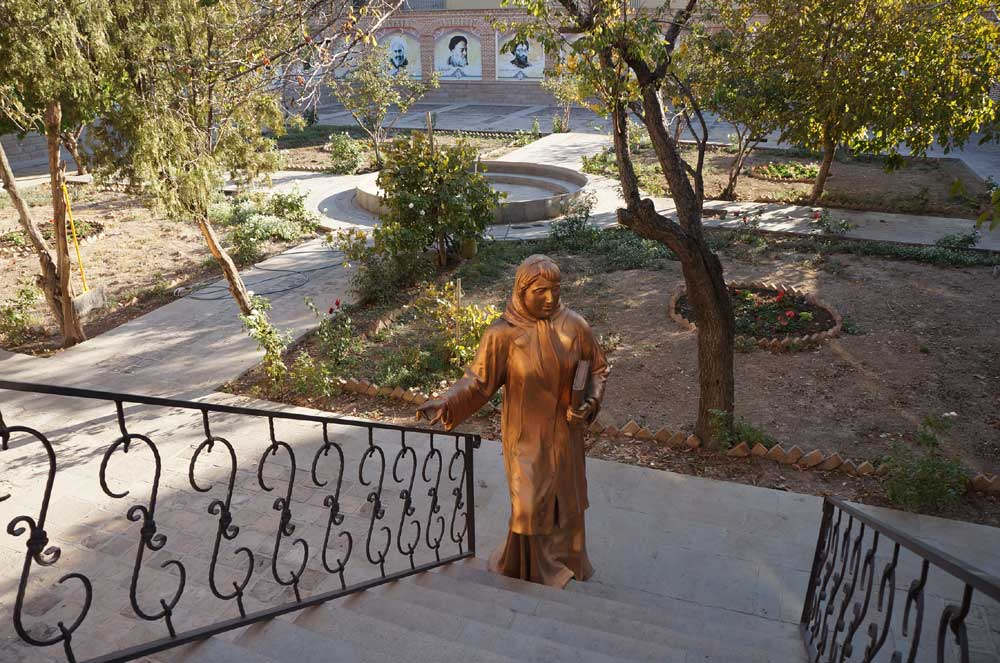
Пам'ятник Парвін Етесамі перед сходами її будинку в Тебризі

Чинники, що вплинули на особистість і погляди Парвін Етесамі: зацікавлення батька та його друзів, американська школа, а головне, політичні та соціальні зміни в іранському суспільстві. Батько перекладав поезію, завдяки цьому Парвін познайомилась із західною класичною літературою. Його літературне оточення, люди глибоко інтелектуальні, відіграло важливу роль у формуванні її політичних поглядів. Американська школа познайомила Парвін із західними ідеями та проблемами жінок на Заході.
За життя Парвін Етесамі відбулись такі історичні події: видання конституційного декрету, крах правління Каджарів, прихід до влади Рези-шаха та його 20-річна диктатура, а також Перша світова війна. Все це зробило її обізнаною з проблемами свого часу і чутливою до цих подій. Поетеса жила в час, коли кожні два-три роки відбувалися політичні зміни. Через відсутність у той час газет та інших ЗМІ єдиним способом ознайомитись із політичними проблемами для Парвін був її батько. У своїх віршах вона торкається питань боротьби з тиранією, бідністю, а також справедливості та ідеалізму. Алі Асгар Дадбе доводить, що з цієї причини багато хто вважав Парвін Етесамі архітекторкою іранської історичної та політичної думки.

## Творчість
Доробок Парвін Етесамі становить 42 збірки касид, маснаві і кит без назви. Складала твори у класичному, традиційному стилі, часто використовувала метод полеміки (мунозіра). Тексти наслідують дидактичний і філософський стилі поетів Санаї і Насер Хосрова Кобадіані. Також склала кілька газелей. Загалом відомо про 5606 віршів[джерело?].
В ранніх касидах і газелях відповідь на складні питання життя Етесамі шукала в судженнях середньовічних суфійських філософів. Шлях до прогресу Етесамі бачила в удосконаленні моралі. Ця ідея, що пронизує її творчість 1-ї половини 1930-х, виражена промовами різних персонажів: п'яниці, злодія, божевільного і ін. Вони ж викривають насильство, брехню, хитрість і інші вади («П'яний і тверезий» — «Мӓст ва хошяр»; «Кадій і злодій», «Газі ва дозд» ін.)[джерело?].
Поетеса критикувала духовенство і можновладців, протиставляючи їм трудящих і чесну працю як вірний шлях до вдосконалення («Трудівник» — «Захматкаш»). У віршах «Незаможник» («Тохідаст»), «Сирота» («Ятім»), «Поранене серце» («Гальба маджрух») та ін. йдеться про тяжке становище дітей[джерело?]. У віршах 2-ї половини 1930-х Етесамі вже не прагнула мирити протиборчі сили. Її поезія набула більше громадянськості; все різкіше вона виступала з конкретною програмою боротьби за свободу особистості: в віршах «Для нас блискавка — гніт багатіїв» («Саегее ма сетах агніяст»), «Диспут» («Моназере») поетеса торкнулася багатьох суспільних проблем і дала на них відповідь з гуманістичної точки зору. Її герої — люди праці, а саме бідні селяни, робітники, сироти, жебраки. Етесамі не мала можливості виступати відкрито, тому в своїх віршах широко застосовувала езопову мову[джерело?].

## Поетичний стиль

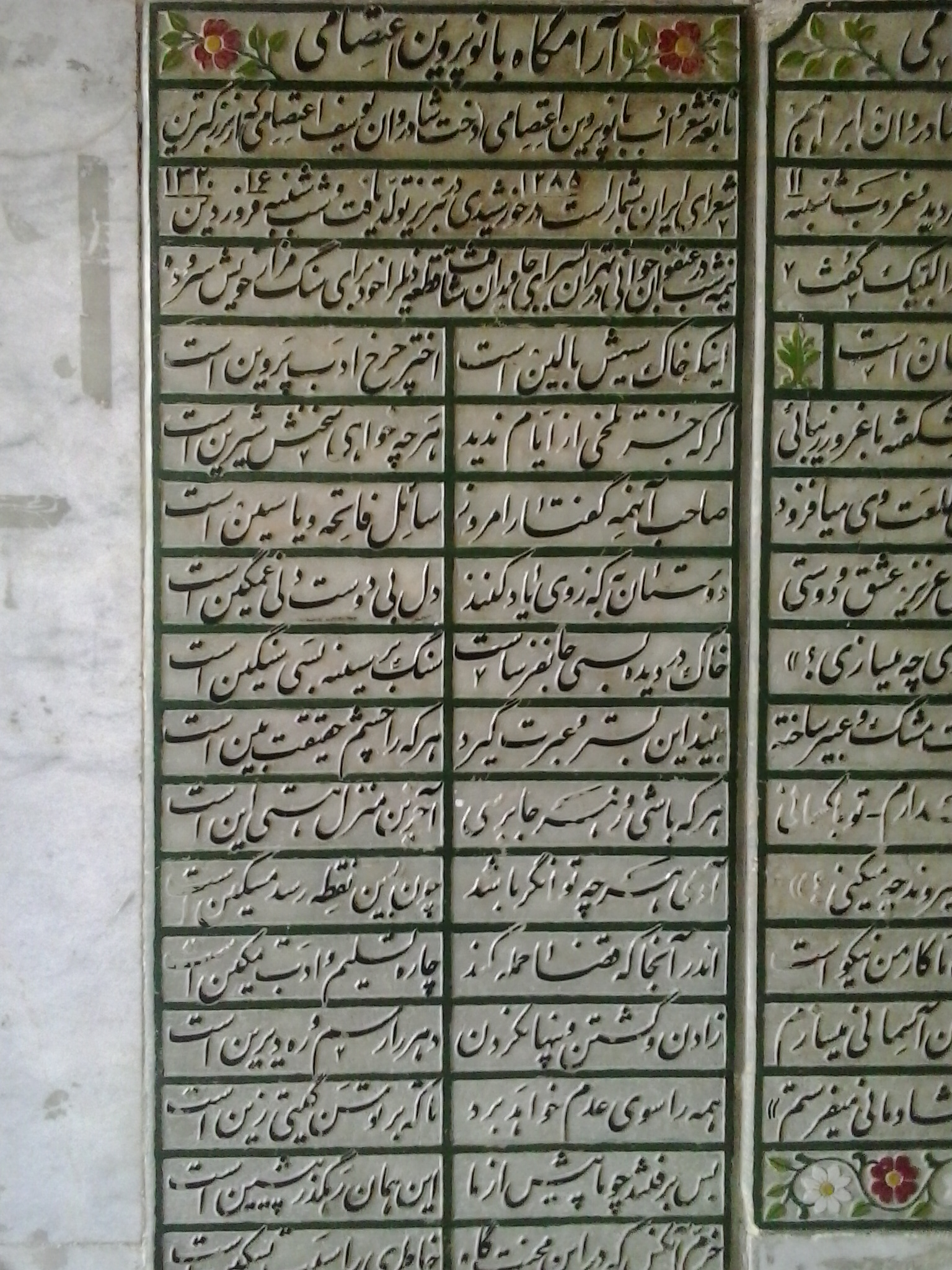
Надгробок Парвін Етесамі

За словами Алі Асгара Дадбе, після конституційної революції в Ірані виникли дві інтелектуальні течії, під назвами «комбінована течія» і «течія німаї». Комбінована течія — це поєднання традиційного стилю поезії та нового мислення. Можна сказати, що комбінована течія є продовженням стилю «літературної реставрації», але має сучаснішу форму. На поетичний стиль Парвін вплинули ідеї комбінованої течії.

### Літературні впливи
Давня перська та сучасна західна літератури відіграли свою роль у формуванні літературного виміру особистості Парвін Етесамі. Найважливіший у цьому сенсі період — перська поезія XI—XIV століть. Це наслідок впливу літературного оточення батька. Наприклад, на твір «Сирітські сльози» вплинув один з віршів Анварі. Вірші «Притлумлене бажання», «Липень божий», «П'яний і тверезий» та «Добро правди», нагадують оповіді з Духовної поеми та тон і спосіб мислення Румі. Вірші «Кааба серця», «Вбрання містика» та «صید پریشان», мають тон, подібний до віршів Аттара.
Якщо брати західну літературу, то найбільше на творчість Парвін вплинули такі поети: Горас Сміт, Лафонтен, Артур Брісбен та Езоп. Більшість із цих віршів переклав Юсеф Етесамі та опублікував у журналі Багар. Наприклад, вірш «Пам'ять про друзів» є переробкою відомого твору Гораса Сміта, оригінал якого переклав з французької на перську і видав її батько. Або вірш «Липень божий» є переробкою статті американського письменника Артура Брісбена «Рішучість та жвавість павука», що її перед тим переклав Юсеф Етесамі та опублікував у журналі Багар.

### Особливості
Літературний стиль Парвін можна розглядати з чотирьох поглядів:
- Вербально-мовний. До вербально-мовних особливостей поезії Парвін належить вплив на її творчість поетів хорасанського стилю[fa], а також використання старих слів та виразів, наприклад, «мана», «халкан», «гофта», «шенідсатм», «сорх голь», «бор'я» та «міхмід»[4].

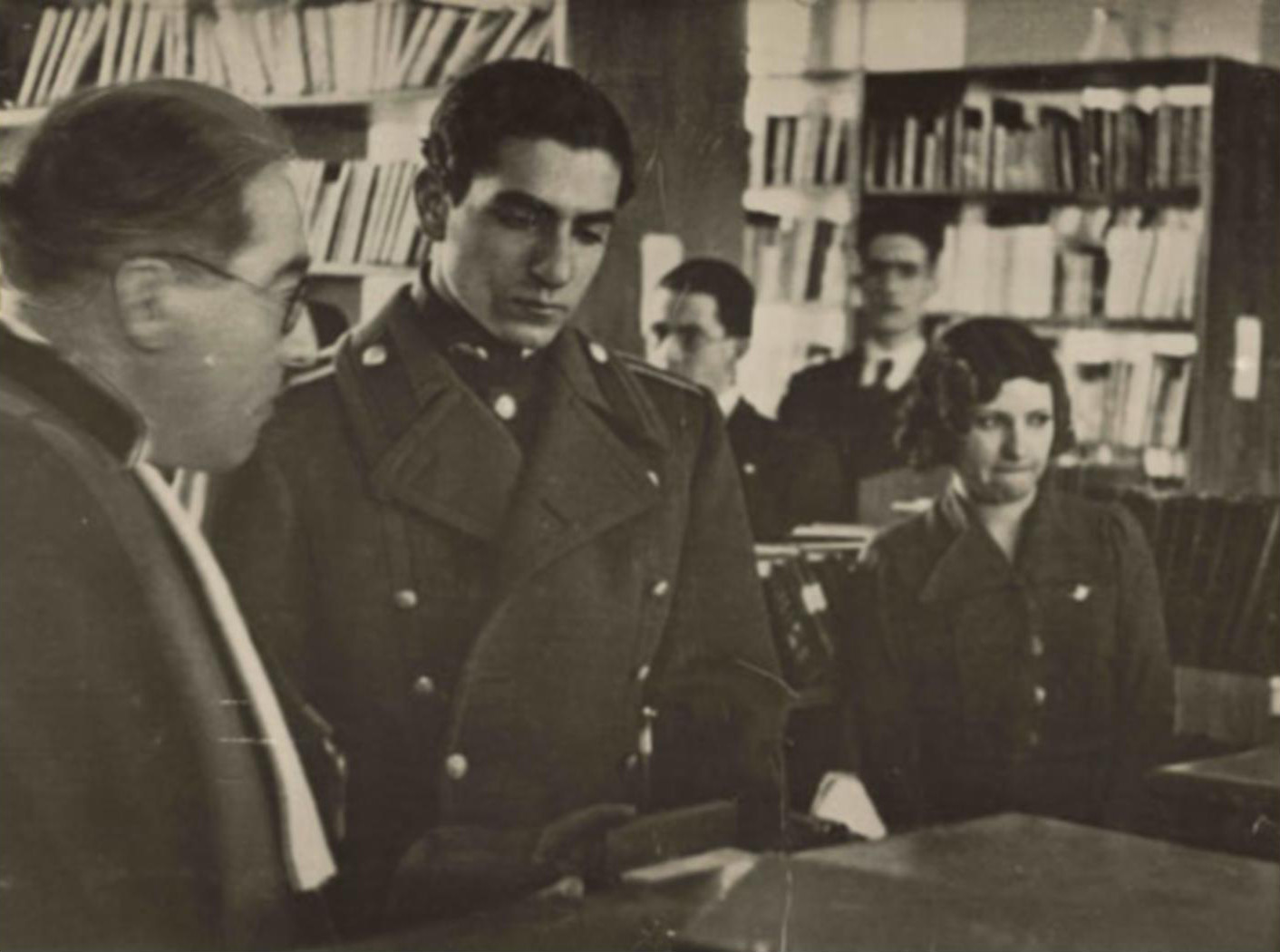
Мохаммед Реза Пахлаві відвідує бібліотеку університету в 1927 році, під час свого правління. Праворуч — Парвін Етесамі, директорка бібліотеки.

- Синтаксично-структурний. До структурних особливостей належить використання особливостей усного мовлення, що сприяє виразності та плинності тексту. У віршах Етесамі помітне поєднання структурного та вербального аспектів, хоча більшої ваги вона надає вербальному аспекту[23]. Ця особливість переважно трапляється в китах і маснаві, і менше в касидах. Тому її кити набагато відоміші, ніж касиди[4]. Парвін вважають представницею стилю орієнтованого на давніх поетів, хоча в деяких віршах вона намагалась виробити нові форми[23].
- Риторичний. У віршах Етесамі наявні риси пишномовства. Бахар вважає «вершиною пишномовства Парвін» її кити, натомість Казвіні у цьому сенсі ставить на перше місце її касиди[4]. У більшості своїх віршів поетеса використовує такі стилістичні фігури: моназере (питання та відповіді), афоризми, парадокси[en], уособлення та алегорії[4]. «Диван» містить 238 кит, із яких 65 — у формі діалогів[24]. Це діалоги між різними предметами, тваринами та рослинами[24].
- Інтелектуально-філософський. Алі Асгар Дадбе каже, що всупереч думкам критиків, які не бачать послідовності в дивані Етесамі, багато дослідників вважають, що диван — це збірка, витримана в одному стилі, з притаманною їй гармонією. Дехто вважає цей диван зразком іранської культури та цивілізації. Дадбе також поділяє інтелектуально-філософський аспект у її віршах на дві категорії: перша — теоретична перспектива, до якої належать такі поняття, як справжнє кохання, прояв релігії, напередвизначення та акцент Етесамі на русі та дії[7]. Друга — практична перспектива. Сюди входить вдосконалення моралі. У своїх віршах поетка намагалась понизити в очах читачів аморальні риси, і звеличити — моральні[4].

## Сприйняття поезії
Парвін Етесамі називають «найвідомішою поеткою Ірану». У перші два-три десятиліття після смерті вона та її поезія були менш популярні серед інтелектуалів та модерністів. Алі Асгар Дадбе пише, що багато літературознавців вважають Парвін визначною поеткою і порівнюють її з першокласними поетами Ірану. У своїй статті Хаддад Адель представляє Насруллу Таґаві як одного з критиків, який порівнює Етесамі з першокласними поетами. Малек-ош-Шоара Бахар описує її Диван як «букет зі щойно розквітлими бутонами». Він також додає, що якби зі всього Дивану був опублікований лише вірш «Подорож сліз», то й тоді б вона посіла належне місце в перській науці та літературі. Батько Парвін Етесамі також називає її «духом суспільства». Могаммад Казвіні описує поетесу як «Рабію Дера» та «Королеву Аль-Нісу аль-Шуар» і прирівнює її касиди до касид Насера Хосрова. Надер Надерпур вважає Парвін Етесамі першою жінкою, яка була поеткою в справжньому розумінні цього слова. Мохаммадалі Джамальзаде вважає її поезію незалежнішою та оригінальнішою, ніж у Гафіза чи Саїба Табризі. Могаммад-Алі Есламі Нодошан також вважає Етесамі найвизначнішою перською поеткою. Голам-Хосейн Юсефі, Абдольгоссейн Заррінкуб і Саїд Нафісі вважають Етесамі визнаною і достойною поеткою. Мохаммад Госсейн Шахріяр присвятив їй довгого вірша в стилі нової поезії.
Мохаммад Реза Шафії Кадкані у книзі «З лампою та дзеркалом» називає її поеткою зі своїм власним стилем і вважає її «найбільш незалежною серед перських поетів після конституційної революції». Він також вважає сенс і зміст віршів Етесамі свіжими, і, на його думку, саме ця особливість зробила її найбільш незалежною серед поетів старої школи перської поезії за минуле століття. Кадкані розглядає формат її касид як повернення до історичної ролі, втраченої в епоху сельджуків, а її вірші як «поезію мудрості та любові». Крім того, Кадкані описує появу Парвін Етесамі в поезії після конституційної революції як «велику літературну подію». Як приклад впливу Етесамі, Кадкані наводить вірші Німи Юшіджа 1927—1937 років (як-от «Простий півень», «Шовкопряд», «Кінні перегони», «Качебець. Качебець побачив як пихатий орел…», «Півень та індик», «Полонений птах» та «Дим»).

### Критика

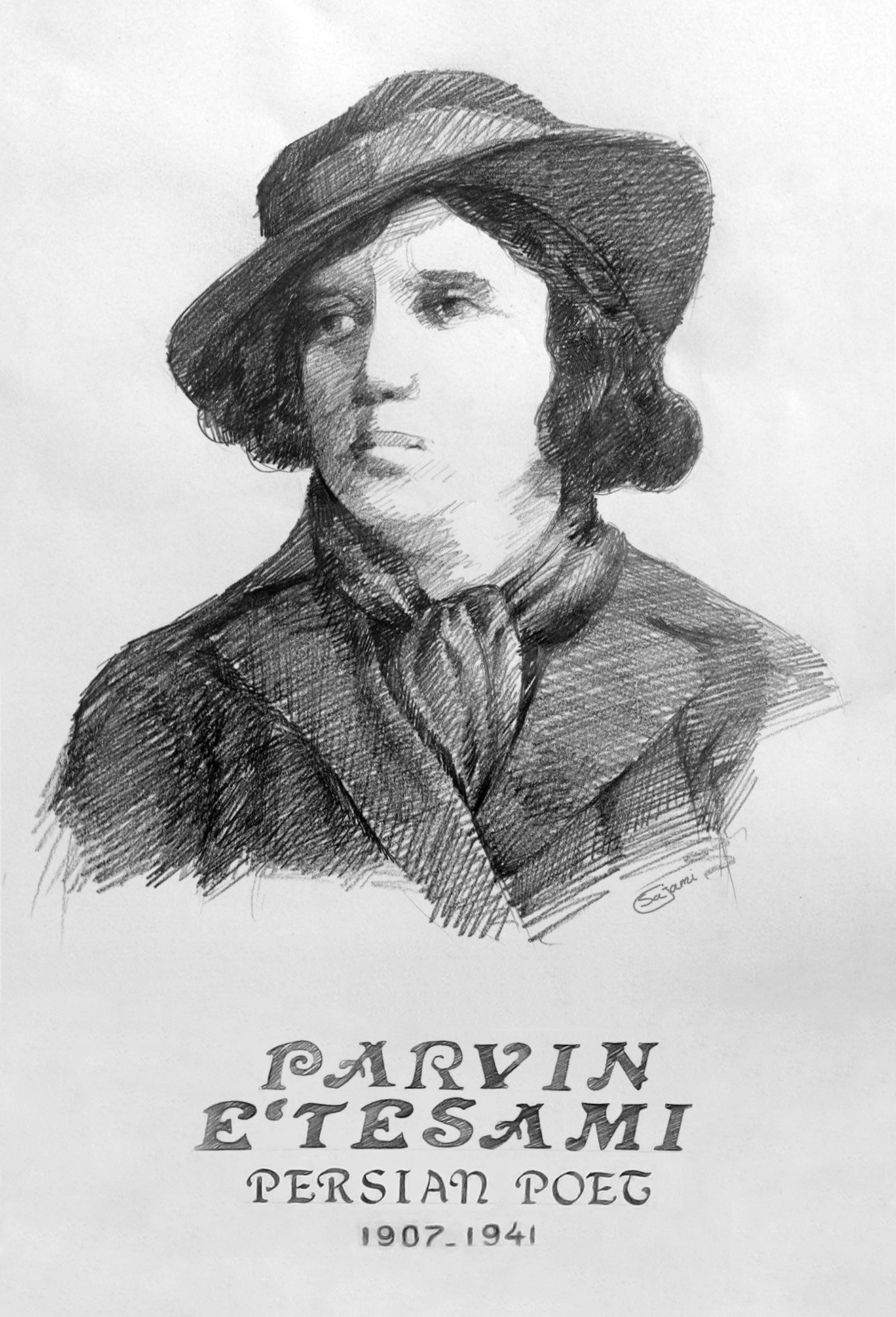
Парвін Етесамі

Критики віршів Парвін Етесамі поділяються на дві групи. Перша — ті, що не вважають Парвін Етесамі ні поеткою, ні версифікаторкою. На їхню думку, вірші Етесамі насправді належать іншому поетові, як-от її батькові. Вони вважають, що можна вести розмову про Парвін не як про «поетку», а швидше як про «поетичну містифікацію». Вони також критикували Малека-ош-Шоару Бахара за те, що він високо оцінив вірші Парвін та написав вступ до її Дивану. Утім, Малек-ош-Шоара Бахар називає цих критиків «прихильниками Зіяеддіна Табатабайї» і відкидає ці звинувачення як «брехню колоніальних ділків». Друга група — ті, що не вважають Етесамі поеткою, але називають її «Насером Хосровом у спідниці» або «Лафонтеном у спідниці», оскільки вони вважають, що Етесамі є лише версифікаторкою алегорій через образи тварин.

## Відомі вірші

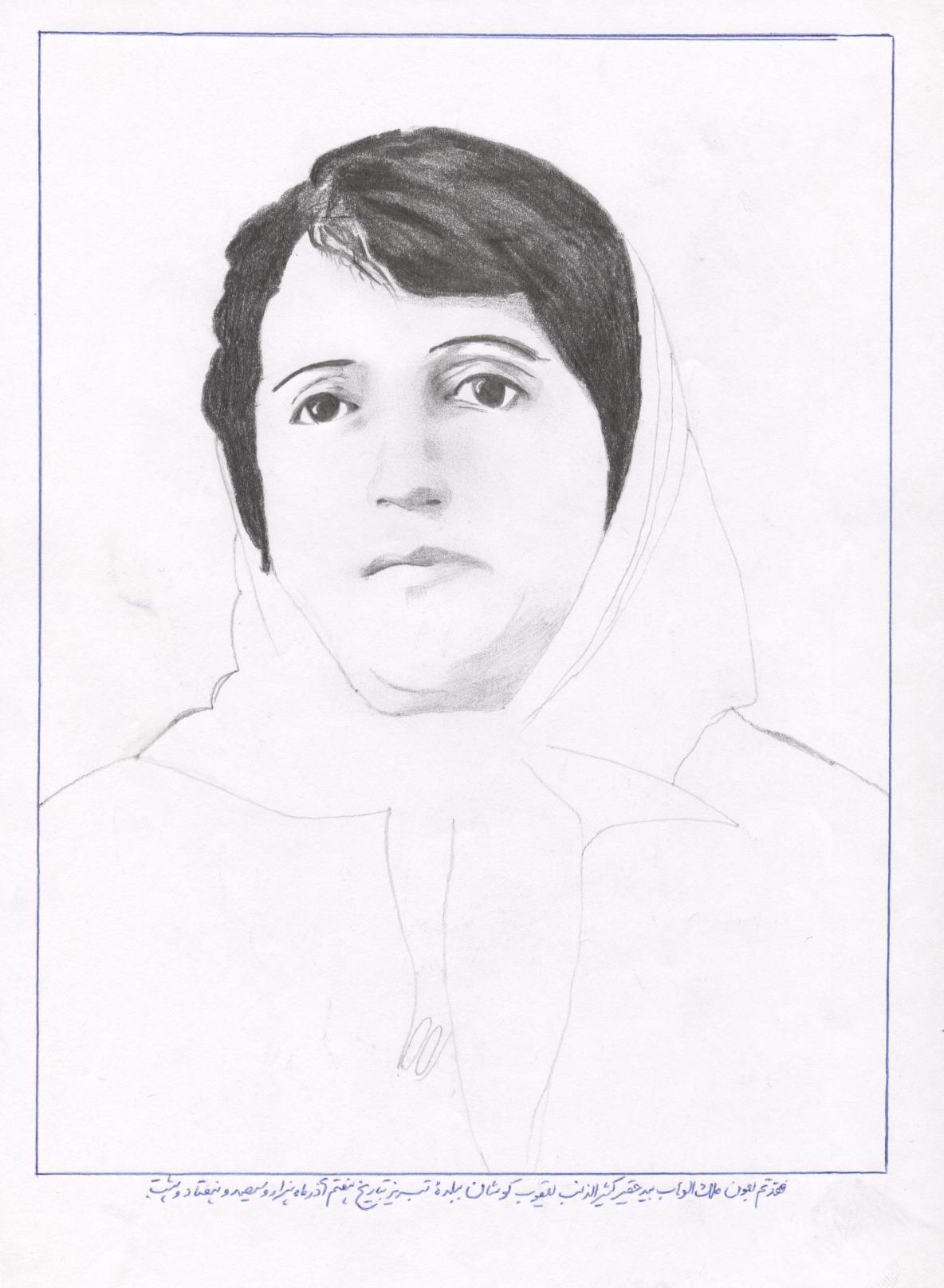
Акварельний портрет Парвін Етесамі, намальований 12 січня 2012 року

Теми віршів Етесамі та вкладені в них сенси показують її глибоку прихильність до батька, її великий талант та ентузіазм до навчання, готовність до кінця протистояти утискам та гнобленню, а також її співчуття знедоленим та пригнобленим. Вірші Парвін майже цілковито позбавлені фактів власного життєпису та подій із життя суспільства. Звичайно, за винятком кит «Оплакування батька», вірша для свого надгробка і вірша «Саджанці бажань», що його вона прочитала на випускній церемонії в червні 1924 року. Серед її віршів немає жодного, з самого тексту якого можна було б однозначно визначити авторство. Теми і сенси в них розкрито за допомогою «діалогів» та «запитань і відповідей». Диван Парвін містить понад сімдесят діалогів, що вирізняє її з-поміж інших перських поетів. Це діалоги не тільки між людьми, тваринами та рослинами, але й між різними предметами, як-от голками та нитками. Мало який інший автор так майстерно вдається до виражальних засобів «уособлення», «уяви» та «алегорії».
Багато віршів Етесамі містять критику на адресу царів та тиранів. У поемі «Для нас блискавка — гніт багатіїв» поетеса описує «гніт» як символ нахабства і безсоромності гнобителя. У поемі «О, трударю» вона закликає трудящих до революції проти гнобителів, у поемі «Темрява» вона змальовує бідність, а в поемі «Сиротині сльози» ставить під сумнів політичну легітимність уряду. Отже, її поезія також набуває політичного смаку, і оскільки таких віршів у її дивані багато, деякі критики називають її поезію «політикою та етикою». Слід зазначити, що ці вірші написано в той час, коли поети зазнавали утисків з боку Рези-шаха.

## Фестивалі

### Літературна премія Парвін Етесамі

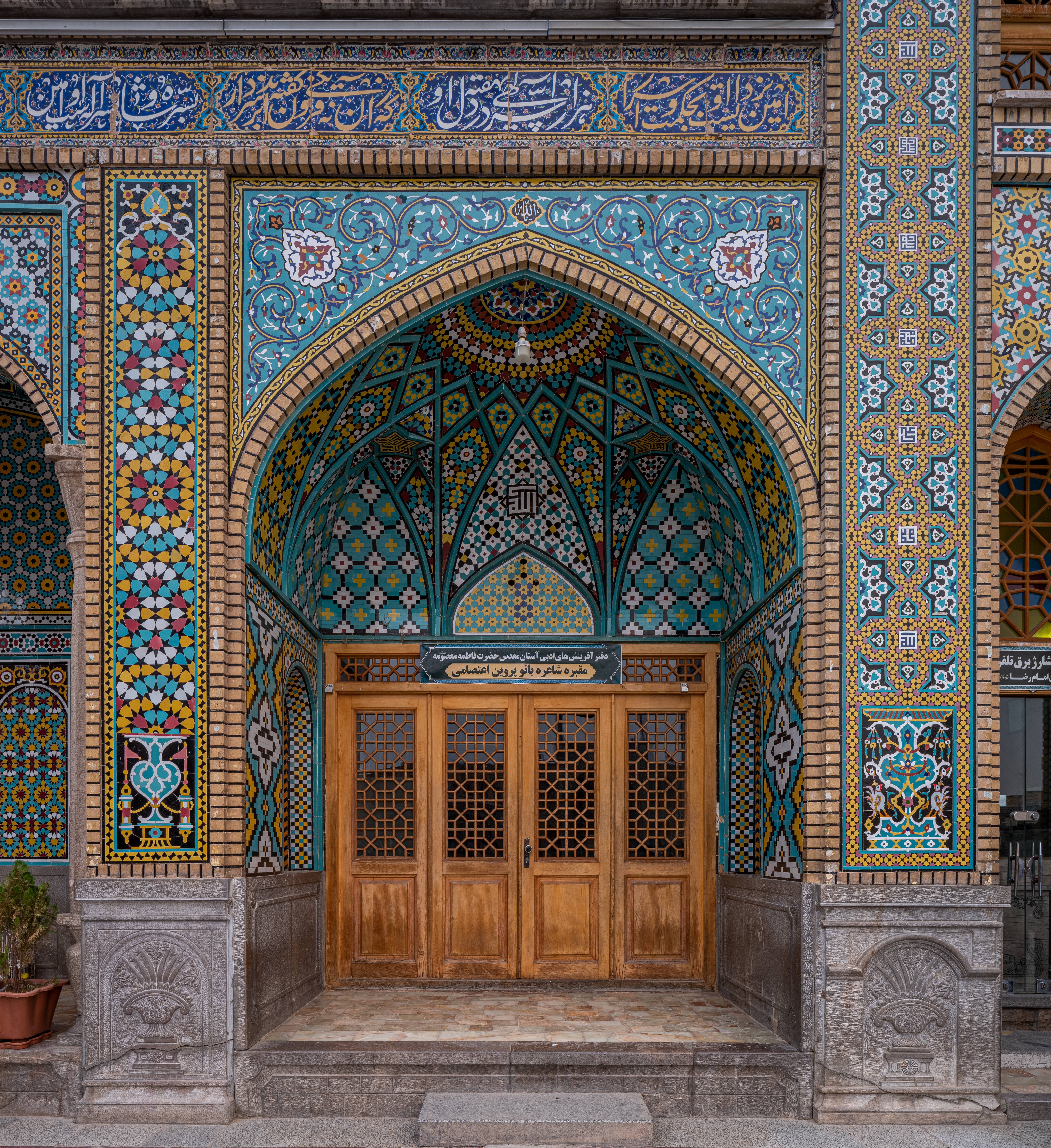
Могила Парвін Етесамі міститься в одній із кімнат внутрішнього дворику Атабакі, розташованого на території мавзолею Фатіми аль-Маасуми.

Літературну премію Парвін Етесамі започаткував 2004 року Офіс культурних зборів та діяльності завдяки зусиллям заступника міністра культури та ісламської орієнтації. Уперше цей фестиваль відбувся 6 серпня того ж року. Цю нагороду запроваджено з метою оцінити заслуги та особистість Парвін Етесамі, сприяти жіночій творчості, зокрема літературній, укріпити зв'язки між літературами народів, особливо ісламського світу, представити видатних письменниць та дослідниць у галузі перськомовної літератури. Присуджує її «Секретаріат нагород року». Цю нагороду вручають 15 березня на день вшанування пам'яті Парвін Етесамі, за участю заступника міністра культури Міністерства культури та ісламської орієнтації та Інституту Будинку книг у церемонія з однойменною назвою. Цю премію вручають у кількох категоріях: поезія, художня література, драма, дослідницька література, дитяча та підліткова поезія, дитяча та підліткова проза, а також спеціальні номінації. Серед відомих лауреаток цієї премії Маріам Занді, Роя Садр, Бехназ Аліпур Гаскарі, Таране Алідості, Іменами Фаріба Калхор, Гіта Гаркані та Ерфан Назар Ахарі та Фаріба Юсефі.

### Кінофестиваль Парвін Етесамі
Щороку під час Кінофестивалю Парвін Етезамі вручають нагороди режисеркам у галузі художніх фільмів. Уперше він відбувся в січні 2004 року в рамках проєкту «Maziar Rezakhani». Теми фестивальних фільмів: роль жінок у зміцненні сімейного устрою, роль жінок у плануванні сімейного бюджету, а також жінки, що самостійно утримують сім'ї. На сьогодні фестиваль відбувся 8 разів і представив на широкий загал 844 імені режисерок.

## Пам'ять

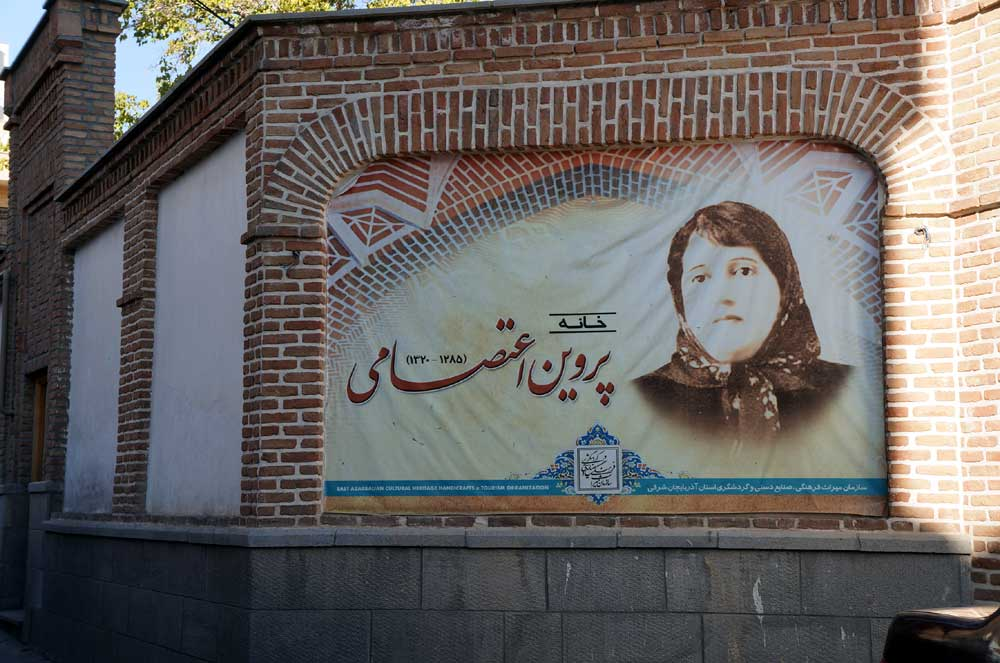
Табличка біля входу в Дім Парвін Етесамі в Тебризі

З нагоди народин поетки в офіційному календарі Ірану 15 березня названо «Днем пам'яті Парвін Етесамі». Після Іранської культурної революції Педагогічний інститут, в якому працювала Етесамі, перейменовано на Університет Харазмі, і нині вона є його гордістю. По всьому Ірану встановлено багато пам'ятників Парвін Етесамі. Найвідоміші з них: поблизу вежі Мілад в Тегерані, на площі Етесамі в районі Валіаср у Тебризі, а також перед сходами її дому в Тебризі.
Дім Парвін Етесамі розташований в Тебризі, на вулиці Аббасі (провулок Саводжболагі, буд. № 6), поруч з мечеттю Мірага. Його побудовано в епоху Рези Шаха Пахлаві. 19 березня 2007 року під номером він 18681 увійшов до переліку національних пам'яток Ірану. Нині в домі розміщений музей Парвін Етесамі, де зберігаються деякі її особисті речі та книги.
Дім Парвін Етесамі у Тегерані нині містить у собі офіс компанії, помешкання та меблеву майстерню.